# Diclidanthera laurifolia
Diclidanthera laurifolia là một loài thực vật có hoa trong họ Polygalaceae. Loài này được Mart. mô tả khoa học đầu tiên năm 1827.